# Sesam
Sesam (укр. "Сезам") — скандинавська пошукова система, розроблена медіа корпорацією Schibsted. Sesam було запущено 1-го листопада 2005 року у двох версіях: норвезькій та шведській. У 2007 році норвезька версія Sesam.no налічувала 480,000 користувачів та була серед 12 найбільших сайтів Норвегії. Оскільки Schibsted домінував на ринку газет у Норвегії, пошукова система спеціалізувалася у пошуку новин, а також надавала доступ до всіх статей, опублікованих з 1983 року. Норвезька версія пошукової системи була розроблена у співпраці з Fast Search & Transfer.
У листопаді 2006 року «Sesam.se» стала лідируючою пошуковою системою Швеції, яка на той час не лише дозволяла користувачам шукати інформацію в Інтернеті, але й надавала можливість переглядати зображення, новини, енциклопедії та багато іншого. Трохи згодом шведська пошукова система також почала співпрацювати з норвезькою медіа корпорацією Schibsted.
Система була побудована на базі відкритої платформи, яка спеціалізується на федеративному пошуку рішень. «SESAT», акронім до «Sesam Search Application Toolkit» (укр. "Пошуковий інструментальний додаток Сезам"), це платформа, яка створює базу та забезпечує функціональність, які необхідні для паралельного та конвеєрного пошуку. Система відображає результати у елегантному інтерфейсі для користувачів, що дозволяє інженерам зосередитися на налаштуванні конфігурації індексів чи бази даних.
30 березня 2009 року норвезький пошуковий сайт був закритий. Трохи пізніше, 17 червня 2009 року шведська версія пошукової системи також перестала існувати.